# Camino de servidumbre
Camino a la servidumbre (título original The Road to Serfdom) es un libro escrito por Friedrich Hayek, Premio Nobel de Economía de 1974.
Publicado por primera vez por Routledge Press en marzo de 1944 en el Reino Unido, y en septiembre del mismo año por la Universidad de Chicago en EE. UU. En abril de 1945, Reader's Digest publicó una versión ligeramente abreviada del libro, que llegó a alcanzar una difusión de 600 000 lectores. Alrededor de 1950 se publicó en Look Magazine una versión ilustrada, posteriormente convertida en folleto por General Motors. 
El libro ha sido traducido a unos 20 idiomas, y está dedicado «a los socialistas de todos los partidos». La introducción a la edición de su 50.º aniversario fue escrita por Milton Friedman, también galardonado con el premio Nobel y adversario monetarista de Hayek. Camino de servidumbre es una de las manifestaciones más populares e influyentes de la escuela austriaca dentro del liberalismo.

## Tesis y argumentos principales
La tesis central es que «socialismo» y «totalitarismo» son esencialmente lo mismo, dos retoños del colectivismo y este, a su vez, un modelo de organización incompatible con la libertad humana. Para Hayek toda planificación económica, por leve que sea, se basa en la creación de un supuesto bien común o nacional que se constituye en objetivo general. Así pues, la planificación económica conduce necesariamente hacia el totalitarismo y a la pérdida de las libertades individuales. En el libro, usa tanto a la Unión Soviética como a la Alemania nazi, como ejemplos de países que han recorrido el «camino a la servidumbre» y llegado a esa situación. En sus palabras:

Cualquier política dirigida directamente a un ideal de justicia distributiva, es decir, a lo que alguien entienda como una distribución «más justa», tiene necesariamente que conducir a la destrucción del imperio de la ley porque, para poder producir el mismo resultado en personas diferentes, sería necesario tratarlas de forma diferente. Y ¿cómo podría haber entonces leyes generales?

Von Hayek argumenta que en una economía planificada no puede ser ni el pueblo ni sus representantes (el parlamento) los que lleven a cabo la planificación, localización, y distribución, tanto de recursos como de bienes producidos, sino que esa tarea recae sobre un grupo pequeño de «planificadores» (técnicos o economistas), grupo que, bienintencionado o no, será incapaz de obtener y procesar toda la información necesaria para llevar a cabo la tarea como se espera o en forma eficiente (consultar debate sobre el cálculo económico en el socialismo).
Continua von Hayek argumentando que desacuerdos acerca de los diferentes planes posibles, combinado con esa ineficiencia de los planificadores en el manejo de los recursos económicos disponibles, llevará inevitablemente al uso de la coerción a fin de obtener los fines deseados. Fallas en ese sentido serán percibidas, tanto por los planificadores como por el público, como resultado de una falta de poder por parte del Estado para poder implementar una buena idea. Esa percepción llevaría al público a elegir a quienes proponen más poder para el estado. Lo mismo sucedería entre los planificadores, terminando con la llegada al poder de un «hombre fuerte», percibido como capaz de hacer lo que se necesita. Una vez completado lo anterior, el país inevitablemente termina en una dictadura. 
Para von Hayek, el «camino a la servidumbre», inadvertidamente comenzado por los que buscan «justicia social», con su control y subsecuente desmantelamiento del mercado libre, termina con la destrucción de toda libertad económica y personal.
Von Hayek afirma que varias naciones democráticas están siguiendo el mismo camino que la Alemania nazi o la Rusia comunista: buscando una utópica justicia social y basándose en el principio de que el fin justifica los medios, principio que él observa en "la ética individual se considera la negación de toda moralidad; en la ética colectivista llega a ser, de necesidad, la regla suprema". 
Sin embargo, como el propio Hayek afirma «es importante no confundir la oposición contra este tipo de planificación, con una actitud dogmática a favor del laissez faire»; tal oposición debe ser, en su opinión, dentro de un marco estricto: «Obviamente, el funcionamiento de la competencia requiere, y depende, de condiciones que nunca pueden ser totalmente garantizadas por la empresa privada. La intervención estatal siempre es necesaria, pero la planificación y la competencia sólo pueden combinarse cuando se planifica para la competencia, no en contra de ella».
Hayek ofrece la siguiente observación, que podría haber servido de conclusión a su obra: «En el pasado, ha sido la sumisión a las fuerzas impersonales del mercado lo que ha hecho posible el desarrollo de la civilización. Es esta sumisión lo que nos permite a todos construir algo que es mayor que lo que cada uno de nosotros pudiera construir. Se equivocan terriblemente los que creen que podemos ayudar a dominar las fuerzas de la sociedad de la misma forma que hemos aprendido a dominar las fuerzas de la naturaleza. Esto no sólo es el camino hacia el totalitarismo sino también el camino hacia la destrucción de nuestra civilización y, ciertamente, la mejor manera de bloquear el progreso».

## Críticas
Camino de servidumbre ha sido criticado por algunos autores, incluyendo Karl Polanyi, como una visión utópica debido a la sugerencia, entre otras, que «en el pasado, ha sido la sumisión a las fuerzas impersonales del mercado lo que ha hecho posible el desarrollo de la civilización». De acuerdo con Polanyi, el desarrollo de la civilización sucede, por el contrario, cuando las fuerzas sociales, incluida el funcionamiento de la economía, están organizadas en función de los intereses comunes («empotradas», en sus palabras). Para Polanyi, el desarrollo sugerido por Hayek refleja un caso excepcional, destructivo de los valores sociales que constituyen las bases de una civilización estable.
Otras dos respuestas, la de Herman Finer, un miembro de la Sociedad Fabiana, en su Camino a la reacción (1946) y la de Barbara Wootton - Libertad en la planificación (Freedom under Planning) han sido generalmente no considerados como relevantes o adecuadas por parte de los seguidores de las escuelas liberales. Hayek llamó el libro de Finer «un ejemplo de abuso e infundios que es probablemente único en la discusión académica contemporánea», y Frank Knight, fundador de la Escuela de Economía de Chicago, escribió acerca del segundo: «déjeme repetir que el libro de Wootton no es en ningún sentido lógico una respuesta a Camino a la servidumbre».
Sin embargo, cabe considerar que ambos autores centran sus críticas en lo que consideran la visión casi maniquea o injustificadamente dualística tanto de von Hayek como de su predecesor, Ludwig von Mises, quien, por ejemplo, afirma: 

Simplemente no hay otra opción que esta: ya sea abstenerse de interferir en el libre juego del mercado, o delegar el manejo completo de la producción y distribución al gobierno. Ya sea capitalismo o socialismo: no hay un camino intermedio

En el mismo Camino de servidumbre, von Hayek agrega:

Una de dos. Si el estado tiene que poder prever los resultados de sus acciones, no podrá dejar ninguna opción a los afectado por ellas. Y si queremos dejar opciones a la gente, los resultados de la acción gubernamental tendrán que ser imprevisibles. Las reglas generales, a diferencia de las reglas específicas o sustantivas, tienen que operar en circunstancias que no puedan ser previstas en detalle. Ser imparcial significa no tener respuesta para ciertas preguntas.

Algunos autores sugieren que von Hayek invierte la forma en que la planificación central funciona. Por ejemplo, Paul Sweezy bromea en su revisión del libro de von Hayek —presentada en The Present as History en 1953— que von Hayek busca hacernos creer que si hubiera, por ejemplo, una sobre producción de cunas para bebés en un momento determinado, los planificadores ordenarían a la sociedad "producir" más hijos en lugar de guardar dichas cunas por un tiempo y disminuir su producción el ciclo siguiente. 
En ese sentido son de interés los argumentos cibernéticos de Stafford Beer en su Designing Freedom —clase magistral de Massey (en 1974)— acerca de cómo la «planificación de inteligencia adaptiva» puede aumentar libertad. Igualmente lo son las posiciones técnicas de Herbert Simon y Albert Ando, quienes sugieren que los elementos de los sistemas jerárquicos semi-separables de la economía no están completa y rígidamente relacionados ni son totalmente dependientes, como von Hayek asume serían para fundamentar su crítica.
Volviendo a la sugerencia que la posición de von Hayek presenta una dicotomía discutible, Offe sugiere: 

Es mi pretensión que los dos argumentos clave del análisis liberal-conservador son válidos en gran medida, al contrario de lo que a menudo argumentan críticos de la izquierda. El principal defecto que veo en este análisis se relaciona menos con sus afirmaciones explícitas que con aquello que omite considerar.

Martínez de Pisón agrega que no es posible desconocer el paso de la historia, pero así como no se puede negar el absolutismo que los partidarios —reales o putativos— de la planificación estatal han en ocasiones impuesto, tampoco es posible desconocer los resultados de un mercado totalmente libre, incluyendo su incapacidad para evitar Crisis cíclicas y el resultado tanto social como político de tales crisis (consultar «orígenes y evolución» en estado del bienestar). Jeffrey Sachs concluye: «Von Hayek estaba equivocado. En las democracias sólidas y vigorosas, un Estado social de bienestar generoso no es un camino a la servidumbre sino a la justicia, la igualdad económica y la competitividad internacional».
Hans-Hermann Hoppe, otro miembro de la  Escuela Austriaca de Economía, critica el libro no porque considere que los planificadores centrales carezcan del conocimiento necesario para hacer funcionar el sistema (como von Hayek sugiere) sino porque, en su opinión, falla en establecer que el problema central de la economía planificada es la ausencia de la propiedad privada de los medios de producción. Eso significa, en la opinión de Hoppe, que es imposible para los planificadores efectuar cualquier cálculo significativo (de costos y beneficios de la acción emprendida, medibles en bienes), aun cuando poseyeran toda la información existente acerca de las necesidades y deseos de los individuos.